# Tropicos
Tropicos är en webbaserad botanisk databas som innehåller taxonomisk information om växter främst från den neotropiska regionen. Den drivs av Missouri Botanical Garden och innehåller bilder samt taxonomiska och bibliografisk data om mer än 4,4 miljoner växter samt data om över 50 000 vetenskapliga publikationer. Den äldsta noteringen i databasen är från 1703.